# 林友幸

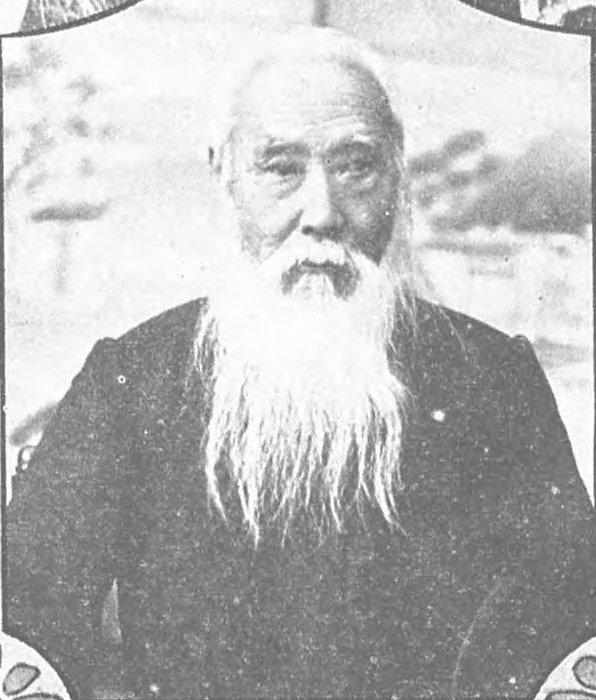
林友幸

林 友幸（はやし ともゆき、文政6年2月6日（1823年3月18日） - 明治40年（1907年）11月8日）は、日本の武士、政治家。元老院議官、貴族院議員、枢密顧問官を歴任。通称は周次郎、半七。栄典は勲一等旭日桐花大綬章伯爵。林博太郎の祖父。

## 来歴
萩藩士林周蔵と冬子の長男として長門国阿武郡土原(現・山口県萩市)に生まれる。宝蔵院流槍術の名手で、「槍の半七」と呼ばれた。文久3年（1863年）奇兵隊の参謀となり、翌年の下関戦争で活躍。慶応4年（1868年）の戊辰戦争でも活躍。新政府の会計官権判事として盛岡藩に派遣され、旧藩体制を解体し新体制への移行を進めるなど行政手腕にも優れたものを見せた。
明治2年（1869年）会計官権判事、盛岡県大参事、九戸県権知事、同3年（1870年）民部大丞兼大蔵大丞、同7年（1874年）内務大丞兼土木頭、同8年（1875年）内務少輔となる。同9年（1876年）明治天皇の北陸巡幸に同行。同13年（1880年）元老院議官、同23年（1890年）7月10日、貴族院議員（1900年4月23日まで在任）、同年10月20日、錦鶏間祗候となる。明治33年（1900年）枢密顧問官に就任。また富美宮・泰宮の養育主任も務める。同40年（1907年）、84歳で死去した。墓所は青山霊園

## 栄典
位階
- 1885年（明治18年）10月1日 - 正四位[6]
- 1886年（明治19年）10月20日 - 従三位[7]
- 1894年（明治27年）5月21日 - 正三位[8]
- 1902年（明治35年）10月31日 - 従二位[9]
- 1907年（明治40年）11月8日 - 正二位[10]

爵位
- 1887年（明治20年）5月9日 - 子爵[11]
- 1907年（明治40年）11月8日 - 伯爵[10]

勲章等
- 1887年（明治20年）7月21日 - 銀製黄綬褒章[12]
- 1889年（明治22年）11月25日 - 大日本帝国憲法発布記念章[13]
- 1893年（明治26年）12月28日 - 勲一等瑞宝章[14]
- 1905年（明治38年）6月24日 - 旭日大綬章[15]
- 1907年（明治40年）11月5日 - 旭日桐花大綬章[16][17]

## 逸話
佐々木高行とは同じ保守派で仲が良かったといわれている。

## 家族
- 父・林周藏友信 - 萩藩無給通士[18]
- 母・冬子 - 早川平左衛門の娘[18]
- 子・林荘三 - 妻のしづ（1853年生）は山口県士族佐々木正也の長女[19]
- 孫・林博太郎 - 荘三の長男
- 孫・林荘次郎（1876年生） - 荘三の二男。著書に『成る程の記』がある[20]。妻は男爵で奈良華族の中川興長の娘・貞子。
- 孫・林三郎（1880年生） - 荘三の三男。志賀直哉の学習院中等科時代の級友であり、里見弴は志賀と林三郎をモデルに小説『友達の見舞』を執筆した[21]。